# Rheodithella kalashana
Rheodithella kalashana är en spindeldjursart som beskrevs av Selvin Dashdamirov och Mark L.I. Judson 2004. Rheodithella kalashana ingår i släktet Rheodithella och familjen Tridenchthoniidae. Inga underarter finns listade i Catalogue of Life.